# Nižné Nemecké
Nižné Nemecké je obec na Slovensku. Nachází se v Košickém kraji, v okrese Sobrance. Obec má rozlohu 7,25 km² a leží v nadmořské výšce 115 m. V roce 2011 v obci žilo 321 obyvatel. První písemná zmínka o obci pochází z roku 1353.